# Batrachorhina griseiventris
Batrachorhina griseiventris är en skalbaggsart som beskrevs av Stefan von Breuning 1942. Batrachorhina griseiventris ingår i släktet Batrachorhina och familjen långhorningar. Inga underarter finns listade.